# سوروس چای
سوروس‌چای (به لاتین: Sorsçay) 
(به تالشی: sorsərü) یک منطقه مسکونی در جمهوری آذربایجان است که در شهرستان لریک و در دهستان نوراود واقع شده است. سوروس‌چای ۳۰۲ نفر جمعیت دارد.

## ریشه واژه
نام اصلی این آبادی در زبان تالشی سوسَه‌رو به معنی نقطه آغاز رودخانه است.